# 伏見駅 (京都府)
伏見駅（ふしみえき）は、京都府京都市伏見区深草柴田屋敷町にある、近畿日本鉄道（近鉄）京都線の駅。駅番号はB06。

## 歴史

### 近鉄伏見駅
- 1928年（昭和3年）11月15日：奈良電気鉄道京都 - 桃山御陵前間開通時に開業[2]。
- 1945年（昭和20年）12月21日：当駅と京阪本線丹波橋駅との間に線路を新設し、全列車が丹波橋駅へ乗り入れる。従来の堀内駅（現在の近鉄丹波橋駅の前身）経由のルートの営業運行停止。
- 1963年（昭和38年）10月1日：会社合併により近畿日本鉄道の駅となる[2]。
- 2007年（平成19年）4月1日：ICカード「PiTaPa」使用開始[3]。
- 2024年（令和6年）1月10日：終日無人駅化[4]。

### 国有鉄道伏見駅
当駅を含む区間は、鉄道省奈良線（旧奈良鉄道→関西鉄道）が1921年にルート変更する前の路盤を利用して建設されているが、奈良線時代にもほぼ同位置に伏見駅があった。
- 1895年（明治28年）
  - 9月5日：奈良鉄道の開業当初の南の終着駅として開設[5]。
  - 11月3日：奈良鉄道が桃山駅まで延伸[5]。途中駅となる。
- 1905年（明治38年）2月7日：奈良鉄道が関西鉄道に譲渡。同社の駅となる。
- 1907年（明治40年）10月1日：関西鉄道が国有化[5]。国有鉄道の駅となる。
- 1921年（大正10年）8月1日：京都駅 - 当駅間廃止（ルート変更）[5][6]。貨物駅となる[5][6]。
- 1928年（昭和3年）9月3日：桃山駅 - 当駅間廃止[5]。廃駅となる[5]。

## 駅構造
相対式2面2線のホームを持つ高架駅。ホーム有効長は6両。改札・コンコースは1階、ホームは2階にある。改札口は1ヶ所のみ。
当駅が高架で建設されたのは、建設当時に当駅北西方の京都府道115号線（竹田街道）上に京都市電伏見線（1970年廃止）が走っており、立体交差の必要があったためである。奈良鉄道時代は平面交差であり、両者の衝突事故が何度か起きた。
京都駅管理の無人駅で、PiTaPa・ICOCA対応の自動改札機および自動精算機（回数券カードおよびICカードのチャージに対応）が設置されている。
伏見稲荷の最寄り駅と間違える観光客向けに「伏見稲荷へは京阪本線伏見稲荷駅をご利用ください」の看板がある。

### のりば

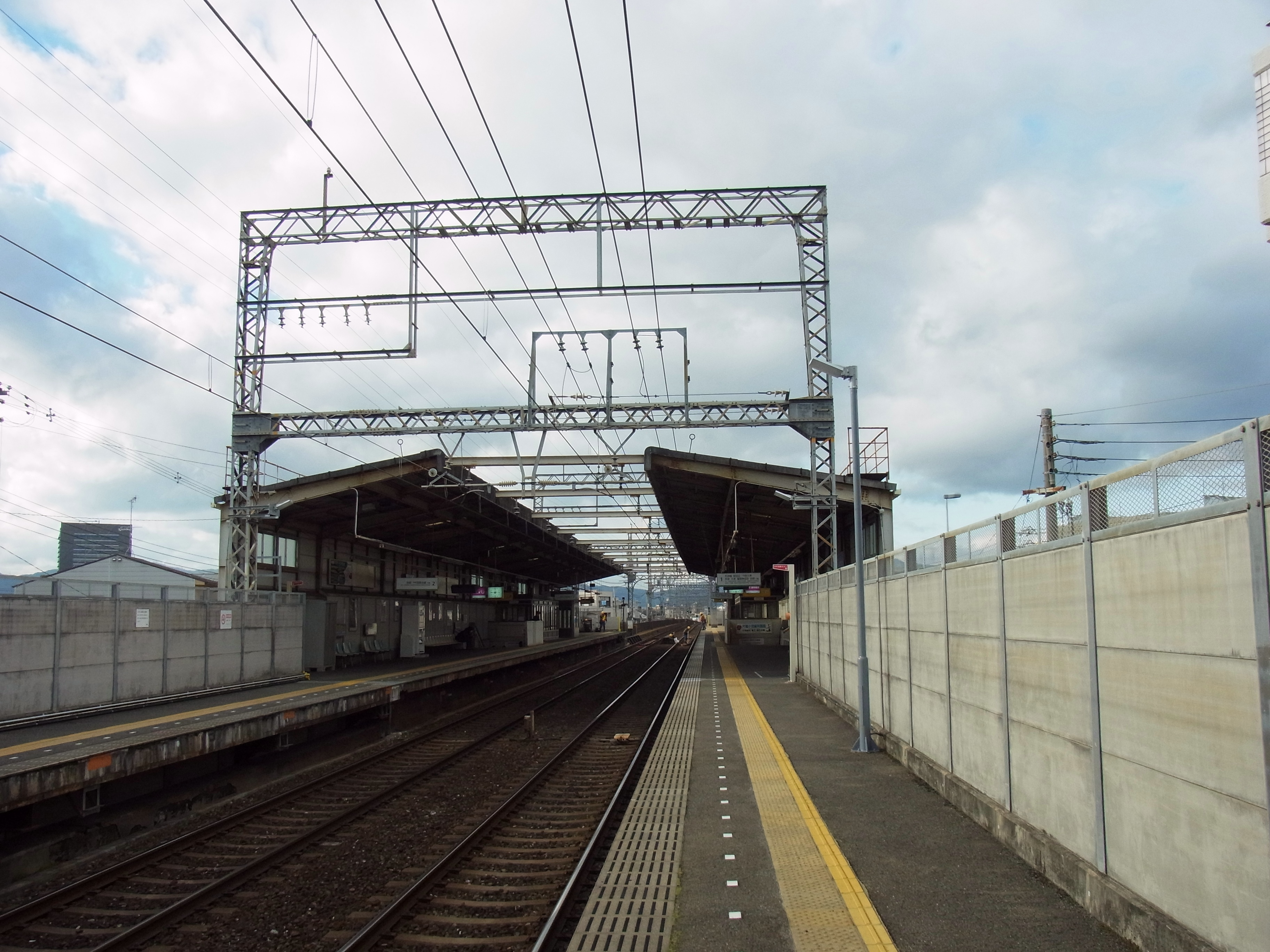
ホーム（2013年1月）

| のりば | 路線     | 方向 | 行先               |
| ------ | -------- | ---- | ------------------ |
| 1      | B 京都線 | 下り | 橿原神宮前方面     |
| 2      | B 京都線 | 上り | 京都・国際会館方面 |

## 利用状況
近年における当駅の1日乗降人員の調査結果は以下の通り。
- 2023年11月7日：7,323人
- 2022年11月8日：6,797人
- 2021年11月9日：6,595人
- 2018年11月13日：7,408人
- 2015年11月10日：7,132人
- 2012年11月13日：6,326人
- 2010年11月9日：6,377人
- 2008年11月18日：6,160人
- 2005年11月8日：6,361人

## 駅周辺

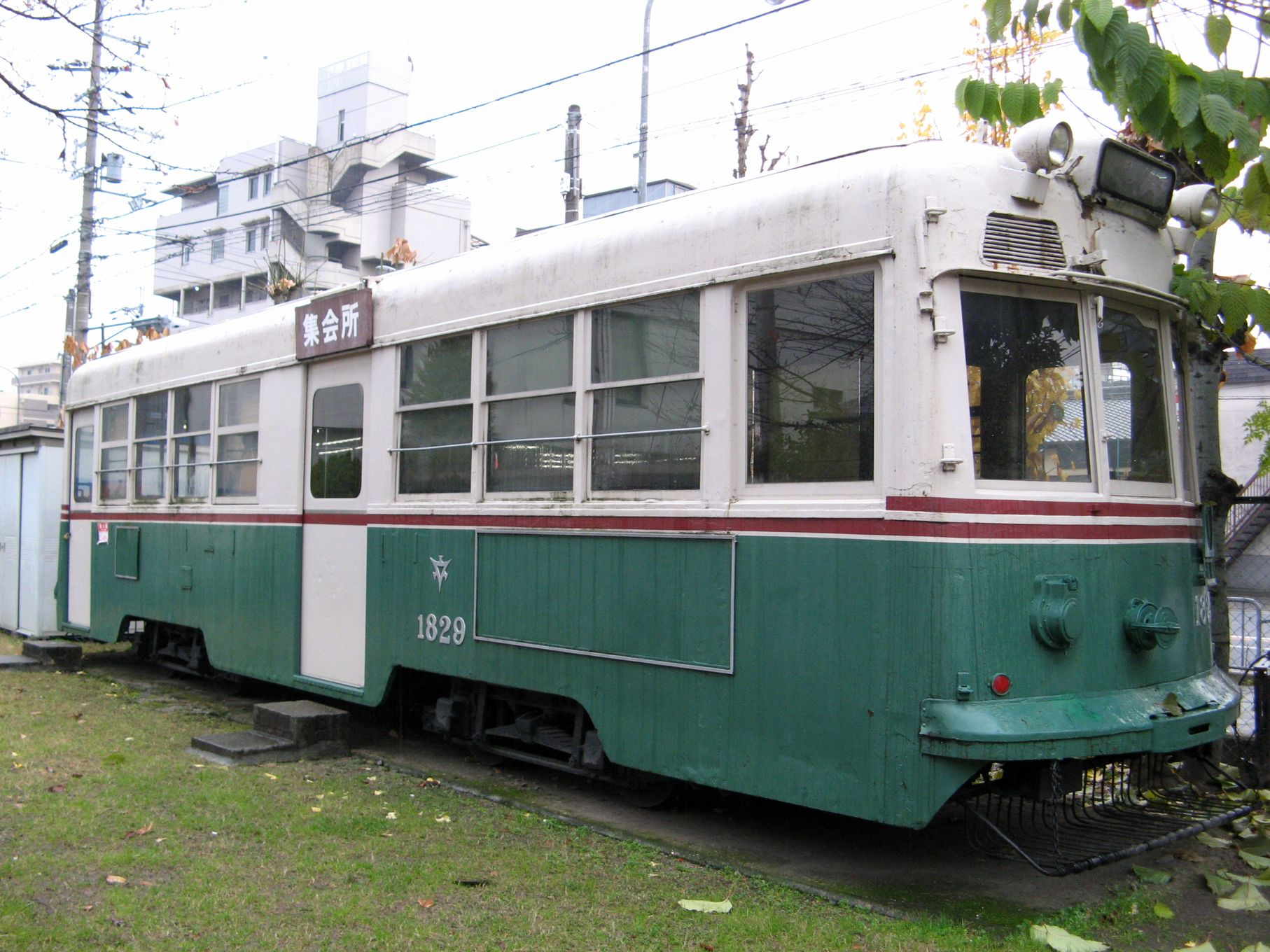
京都市電1829号

### 主な施設
- 伏見郵便局
- カナートモール伏見店
- 国道24号
- 滋賀県道・京都府道35号大津淀線
- 京都府道115号伏見港京都停車場線（竹田街道）
- 京都府道120号伏見停車場線
- 京都府道202号伏見向日線
- 京都市立伏見住吉小学校
- 京都教育大学附属高等学校
- 京阪本線墨染駅

※ 駅北側の柴田屋敷町公園には京都市電1800形（1829号）が、集会所として保存されている。

### バス路線
最寄バス停は駅から徒歩5分の竹田街道沿いにある棒鼻または西墨染通となる。
- 京都市営バス（市バス）
  - 81・特81系統：竹田街道 京都駅行／中書島 横大路車庫前行
  - 急行特105系統：稲荷大社・京都駅行／中書島 横大路車庫前行
  - 特南5系統：稲荷大社・京都駅行／中書島 横大路車庫前行
- 近鉄バス
  - 9・10番系統：竹田駅東口行／向島駅前行（西墨染通のみに停車）

※ 近鉄バスの路線は駅前の国道24号を通るが、駅前にはバス停がない。

## 隣の駅

### 近鉄
近畿日本鉄道
B 京都線
■急行・■準急
通過
■普通
竹田駅 (B05/K15) - 伏見駅 (B06) - 近鉄丹波橋駅 (B07)
- 括弧内は駅番号を示す。

### かつて存在した路線
鉄道省（国有鉄道）
奈良線（旧線）
東寺仮停車場 - 伏見駅 - 桃山駅